# NGC 711
NGC 711 este o galaxie lenticulară situată în constelația Berbecul. A fost descoperită în 4 noiembrie 1881 de către Édouard Stephan⁠(d). Se află la o distanță de 65,92 de megaparseci de Pământ.